# Alcorn State Braves
Alcorn State Braves (español: Valientes de la Estatal de Alcorn) es el equipo deportivo de la Universidad Estatal de Alcorn, situada cerca de Lorman, Misisipi. Los equipos de los Braves participan en las competiciones universitarias organizadas por la NCAA, y forman parte de la Southwestern Athletic Conference. A los equipos femeninos se les denomina Lady Braves.

## Programa deportivo
Los Braves participan en las siguientes modalidades deportivas:
| - Masculino - Béisbol - Baloncesto - Cross - Fútbol americano - Tenis - Golf - Atletismo | - Femenino - Baloncesto - Cross - Golf - Tenis - Fútbol - Softball - Voleibol - Atletismo |

### Baloncesto
El equipo de Alcorn se ha clasificado en 6 ocasiones para disputar el torneo final de la NCAA, la última de ellas en 2002. Nunca consiguió pasar de la segunda ronda. 4 de sus jugadores han llegado a jugar en la NBA, destacando entre todos ellos Larry Smith.

### Fútbol americano
Es el equipo de mayor solera, ya que comenzó a competir en 1921. Desde entonces ha ganado en 4 ocasiones el título de la SWAC.